# Karol Hyŏn Sŏng-mun
Św. Karol Hyŏn Sŏng-mun (ko. 현석문 가롤로) (ur. ok. 1797 w Seulu – zm. 19 września 1846 w Saenamteo) – święty Kościoła katolickiego, męczennik.

## Życiorys
Karol Hyŏn Sŏng-mun pochodził z rodziny, która ucierpiała w wyniku prześladowań katolików. Jego ojciec został stracony w 1801 roku, starsza siostra Benedykta Hyŏng Kyŏng-nyŏn poniosła męczeństwo w 1839 roku, żona i syn zmarli w więzieniu. Karol Hyŏn Sŏng-mun całe swoje życie poświęcił pomaganiu misjonarzom i katolikom. Po rozpoczęciu prześladowań w 1838 roku chciał sam oddać się w ręce władz, żeby sprawdzić swoją wiarę, ale misjonarze powstrzymali go przed tym krokiem. Towarzyszył pierwszemu księdzu pochodzenia koreańskiego Andrzejowi Kim Tae-gŏn w niebezpiecznej podróży z Szanghaju w Chinach. Po powrocie do Seulu narażał się na niebezpieczeństwo, ponieważ dom ojca Andrzeja Kim Tae-gŏn był zapisany na jego nazwisko. Po aresztowaniu Andrzeja Kim Tae-gŏn kupił nowy dom i w pośpiechu przeprowadził się. Mimo to już po 5 dniach 10 lipca 1846 roku aresztowano go razem z katolikami przebywającymi w jego domu (m.in. Teresą Kim Im-i). Został ścięty w Saenamteo 19 września 1846 roku.

## Dzień obchodów
20 września w grupie 103 męczenników koreańskich.

## Proces beatyfikacyjny i kanonizacyjny
Beatyfikowany 5 lipca 1925 roku przez papieża Piusa XI, Kanonizowany 6 maja 1984 roku przez Jana Pawła II w grupie 103 męczenników koreańskich.